# Пычас (приток Валы)
Пыча́с — река в России, протекает по территории Увинского и Можгинского районов Удмуртской Республики. Устье реки находится в 148 км по правому берегу реки Вала. Длина реки составляет 33 км. Средний уклон составляет 2,4 м/км, скорость течения — 0,2—0,3 м/с.
Исток находится к юго-востоку от села Петропавлово в 33 км к северо-востоку от города Можга. Река течёт на юго-запад, протекает сёла Русский Пычас и Мельниково. В среднем течении протекает рядом с крупным селом Пычас, в котором находится одноимённая железнодорожная станция. Впадает в Валу ниже села Черёмушки.

## Притоки (км от устья)
- 3,2 км: река Баринка (пр)
- 13 км: река Уленвайка (пр)
- река Кизегавай (лв)
- 18 км: река Лоллезка (пр)

## Данные водного реестра
По данным государственного водного реестра России относится к Камскому бассейновому округу, водохозяйственный участок реки — Вятка от водомерного поста посёлка городского типа Аркуль до города Вятские Поляны, речной подбассейн реки — Вятка. Речной бассейн реки — Кама.
Код объекта в государственном водном реестре — 10010300512111100039115.